# 弯肘坑
肘弯坑（Elbow）是月球哈德利-亚平宁区的一座撞击陨石坑。1971年，在阿波罗15号任务的第一次舱外活动期间，宇航员大卫·斯科特和詹姆斯·艾尔文曾到访过它的东侧边缘。肘弯坑的东侧边缘被指定为1号地质科考点，2号科考点在它的西南，位于哈德利·德尔塔山斜坡上。

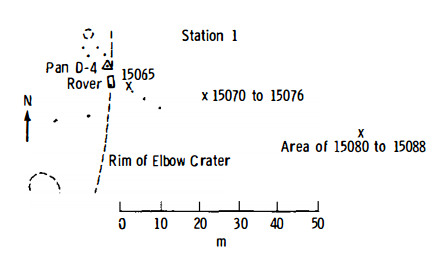
阿波罗15号《初步科考报告》中的1号科考点平面图。 X指示样本位置；5位数字代表LRL的样本数量；矩形表示月球车（小圆点是指电视摄像机）；黑点是大岩石，虚线代表陨石坑边缘或其他地形特征，而三角形是科考点全景图

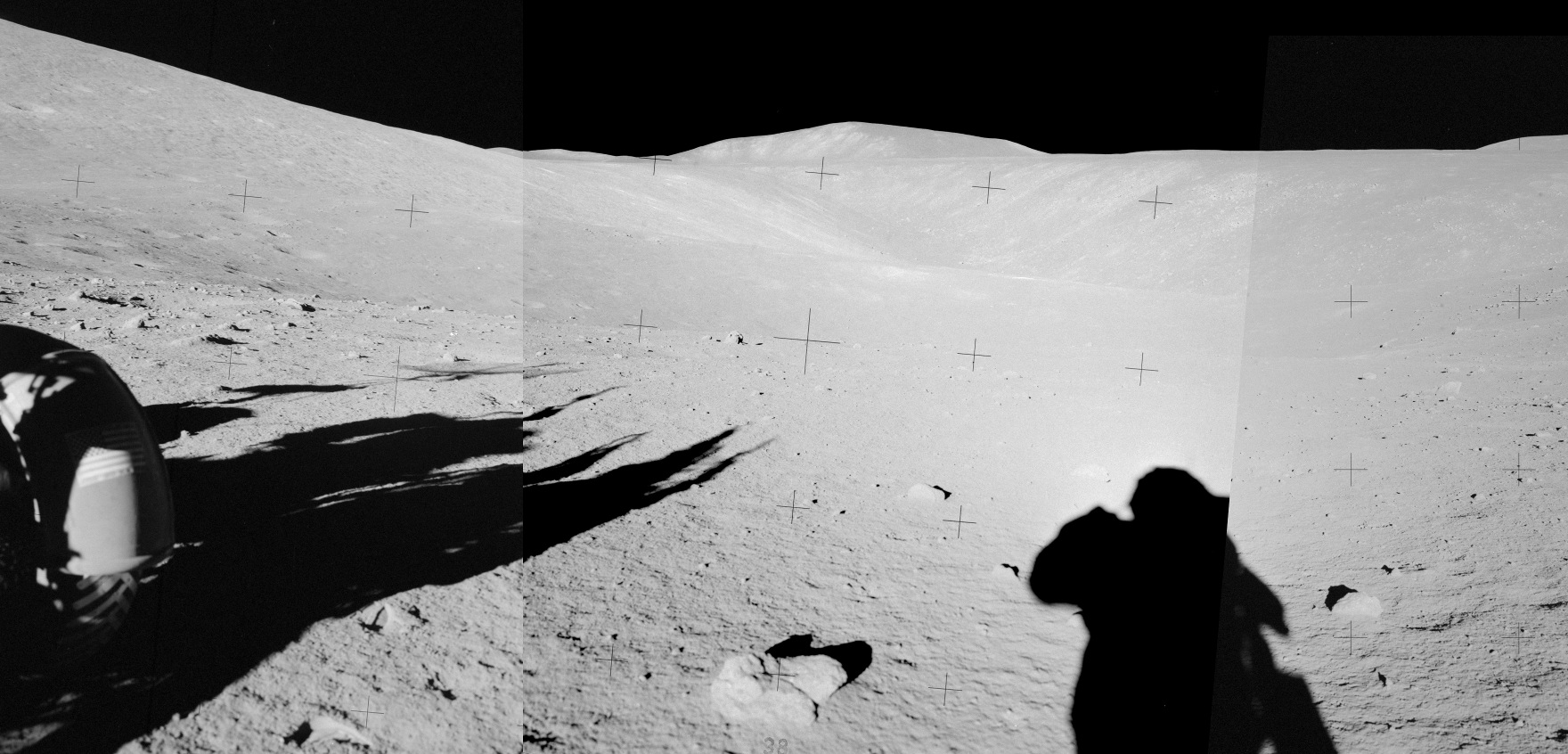
拍摄于1号科考点的全景照片展示了肘弯坑的大部分区域，后面是哈德利月溪，班尼特山（Bennett Hill）位于中央地平线上，面朝西 。

肘弯坑位于哈德利月溪边缘，距西南1公里是更大的圣乔治坑，往东北3.2公里则是阿波罗15号的着陆点。
《阿波罗15号初步科考报告》描述肘弯坑如下：
1号科考点位于肘弯坑的东侧面，一座400米直径位于月海表面和亚平宁山脉交界处的陨石坑。肘弯坑是一座相对古老的哥白尼纪陨石坑，形成于一次在哈德利月溪中急转弯处发生的冲击事件。肘弯坑坐落在哈德利·德尔塔山山脚以北约0.5公里处，更小更年轻的陨坑出现在肘弯坑喷出物覆盖区中。表面大致平坦，但细看呈波丘地，地表层由细颗粒月壤构成，带有稀疏的普通卵石般尺寸和更大的碎岩。较大的碎岩集中于肘弯坑喷出物覆盖区中更年轻、更新鲜的陨坑周边。

该坑名是由宇航员以哈德利月溪中的一处拐弯或肘部处命名的，并在1973年被国际天文联合会正式接受。。